# Hunzikeria texana
Hunzikeria texana är en potatisväxtart som först beskrevs av John Torrey, och fick sitt nu gällande namn av W.G. D'arcy. Hunzikeria texana ingår i släktet Hunzikeria och familjen potatisväxter. Inga underarter finns listade i Catalogue of Life.